# Les Trois-Pierres
Les Trois-Pierres és un municipi francès situat al departament del Sena Marítim i a la regió de Normandia. L'any 2007 tenia 715 habitants.

## Demografia

### Població
El 2007 la població de fet de Les Trois-Pierres era de 715 persones. Hi havia 265 famílies de les quals 40 eren unipersonals (12 homes vivint sols i 28 dones vivint soles), 105 parelles sense fills, 104 parelles amb fills i 16 famílies monoparentals amb fills.
La població ha evolucionat segons el següent gràfic:
Habitants censats

### Habitatges
El 2007 hi havia 286 habitatges, 264 eren l'habitatge principal de la família, 8 eren segones residències i 14 estaven desocupats. 278 eren cases i 5 eren apartaments. Dels 264 habitatges principals, 244 estaven ocupats pels seus propietaris, 14 estaven llogats i ocupats pels llogaters i 6 estaven cedits a títol gratuït; 1 tenia una cambra, 3 en tenien dues, 22 en tenien tres, 67 en tenien quatre i 171 en tenien cinc o més. 221 habitatges disposaven pel capbaix d'una plaça de pàrquing. A 98 habitatges hi havia un automòbil i a 160 n'hi havia dos o més.

### Piràmide de població
La piràmide de població per edats i sexe el 2009 era:
| Homes | Edats   | Dones |
| ----- | ------- | ----- |
| 0     | 95 o +  | 0     |
| 0     | 90 a 94 | 0     |
| 0     | 85 a 89 | 4     |
| 4     | 80 a 84 | 0     |
| 4     | 75 a 79 | 8     |
| 0     | 70 a 74 | 8     |
| 8     | 65 a 69 | 12    |
| 32    | 60 a 64 | 16    |
| 28    | 55 a 59 | 16    |
| 36    | 50 a 54 | 40    |
| 24    | 45 a 49 | 24    |
| 40    | 40 a 44 | 36    |
| 20    | 35 a 39 | 20    |
| 20    | 30 a 34 | 32    |
| 20    | 25 a 29 | 8     |
| 12    | 20 a 24 | 28    |
| 40    | 15 a 19 | 16    |
| 20    | 10 a 14 | 24    |
| 44    | 5 a 9   | 36    |
| 12    | 0 a 4   | 12    |

## Economia
El 2007 la població en edat de treballar era de 483 persones, 325 eren actives i 158 eren inactives. De les 325 persones actives 312 estaven ocupades (175 homes i 137 dones) i 13 estaven aturades (5 homes i 8 dones). De les 158 persones inactives 63 estaven jubilades, 51 estaven estudiant i 44 estaven classificades com a «altres inactius».

### Ingressos
El 2009 a Les Trois-Pierres hi havia 274 unitats fiscals que integraven 756,5 persones, la mediana anual d'ingressos fiscals per persona era de 22.011 €.

### Activitats econòmiques
Dels 19 establiments que hi havia el 2007, 7 eren d'empreses de construcció, 2 d'empreses de comerç i reparació d'automòbils, 1 d'una empresa de transport, 3 d'empreses financeres, 1 d'una empresa immobiliària, 3 d'empreses de serveis i 2 d'empreses classificades com a «altres activitats de serveis».
Dels 6 establiments de servei als particulars que hi havia el 2009, 1 era una funerària, 4 lampisteries i 1 empresa de construcció.
L'any 2000 a Les Trois-Pierres hi havia 20 explotacions agrícoles que ocupaven un total de 732 hectàrees.

## Equipaments sanitaris i escolars
El 2009 hi havia una escola elemental.

## Poblacions més properes
El següent diagrama mostra les poblacions més properes.